# Coelorinchus doryssus
Coelorinchus doryssus är en fiskart som beskrevs av Gilbert, 1905. Coelorinchus doryssus ingår i släktet Coelorinchus och familjen skolästfiskar. Inga underarter finns listade i Catalogue of Life.